# Thomas Berthold
Thomas Berthold (Hanau, 1964. november 12. –) világbajnok német labdarúgó, hátvéd, edző. Jelenleg kommentátorként, szakértőként és elemzőként dolgozik számos német tv-állomás számára.

## Pályafutása

### Klubcsapatban
A KEWA Wachenbuchen csapatában kezdte a labdarúgást. 1978-ban igazolta le az Eintracht Frankfurt, ahol 1982-ig a korosztályos csapatokban szerepelt, majd bemutatkozott az élvonalban. Az Eintracht színeiben 1987-ig játszott. 1987 és 1991 között Olaszországban szerepelt. Két-két idényt játszott a Hellas Verona és az AS Roma együtteseiben. Ezt követően hazatért és Bayern München labdarúgója lett két idényre. 1993 és 2000 között a VfB Stuttgart csapatában játszott. Utolsó klubja a török Adanaspor, ahol 2001-ben fejezte be az aktív labdarúgást. Összesen 322 Bundesliga mérkőzésen szerepelt és 22 gólt szerzett.

### A válogatottban
1985 és 1994 között 62 alkalommal szerepelt a német válogatottban és egy gólt szerzett. Tagja volt az 1990-es világbajnok csapatnak. 1984 és 1986 között öt alkalommal szerepelt az U21-es válogatottban.

## A médiában
2006. június 10-én szerepelt a BBC A Question of Sport kvíz műsorában. Gyakran szerepel kommentátorként, szakértőként, elemzőként különböző német tv-csatornák sport adásaiban (Sport1, Liga total!) A 2013-as női Európa-bajnokságon az Eurosport szabadtéri műsorvezetője volt. Számos interjút készített a pályán játékosokkal, edzőkkel angolul, németül, olaszul és spanyolul. 2014-ben az angol Eurosport szakértője volt a világbajnokság idején.

## Sikerei, díjai
NSZK
- Világbajnokság
  - világbajnok: 1990, Olaszország
  - ezüstérmes: 1986, Mexikó
- Európa-bajnokság
  - bronzérmes: 1988, NSZK

 AS Roma
- Olasz kupa (Coppa Italia)
  - győztes: 1991
- UEFA-kupa
  - döntős: 1990–91

 VfB Stuttgart
- Német kupa (DFB-Pokal)
  - győztes: 1997
- Német ligakupa (DFB-Ligapokal)
  - döntős: 1997, 1998
- Kupagyőztesek Európa-kupája (KEK)
  - döntős: 1997–98